# Charaxes wetterensis
Charaxes wetterensis är en fjärilsart som beskrevs av Rothschild 1900. Charaxes wetterensis ingår i släktet Charaxes och familjen praktfjärilar. Inga underarter finns listade i Catalogue of Life.